# مود
مود شهری است در استان خراسان جنوبی. این شهر در بخش مود از توابع شهرستان سربیشه قرار دارد.
مود شهری با قدمت تاریخی در جنوب استان خراسان جنوبی و در ۳۰ کیلومتری جاده ارتباطی بیرجند به زاهدان واقع شده‌است.

## جمعیت
بر پایه سرشماری عمومی نفوس و مسکن در سال ۱۳۹۵ جمعیت این شهر ۳٬۴۷۷ نفر (در ۱٬۰۶۱ خانوار) بوده‌است.

## وجه تسمیه
کلمه «مود» و معنی فارسی سره آن، چنان‌که در فرهنگ نفیس آمده به معنای عقابی است که پرهایش را به تیر چسبانند.
برخی دیگر کلمه مود را آشیانه عقاب معنی کرده‌اند، به اعتقاد گذشتگان مود از ماد (قوم ماد) گرفته شده‌است و آنان در این منطقه تأسیساتی داشته‌اند.
به نظر می‌رسد که مود در اصل موده بوده یعنی «ده مو» زیرا در مود تاکستان و باغ‌های «مو» فراوان بوده‌است و هم‌اکنون هم باغ‌های انگور در آن وجود دارد و خاک آن برای پرورش مو قابلیت فراوانی دارد، طرفداران این نظریه معتقدند هر دهی را بیشتر به خاطر محصولی که در آن محل وجود داشته‌است، به همان نام می‌شناختند و مود هم که موده بوده به همین دلیل شهرت یافته و «ه» آخر کلمه هم بر اثر کثرت استعمال از بین رفته و فقط مود باقی‌مانده است.
مدارک زیادی وجود دارد که ثابت می‌کند بین سربیشه و مود در گذشته جنگلی وجود داشته و سراسر آن منطقه بیشه زار بوده‌است؛ بنابراین وجه تسمیه دیگر دربارهٔ مود این است که مود به معنای انتهای بیشه بوده چنانچه سربیشه به معنای ابتدای بیشه معنی می‌دهد. این نظریه شاید به حقیقت نزدیک‌تر باشد؛ زیرا نام مود برگرفته شده از عارضه طبیعی بوده که در این جا همان جنگل و بیشه است.

## معماری
بافت قدیم مود شامل خانه‌های خشتی با سقف‌های گنبدی است.
بالای شهر، پایین شهر، خاک سبزی،عاشورخانه، پشت حصاری و پیش حصاری از محله‌های این شهر است.

## صنایع دستی
صنعت فرش شهر مود شهرت جهانی دارد و زینت بخش موزه‌ها و مجموعه‌های مخصوص جهان است و جزو صنعت‌های مهم شهر محسوب می‌شود به طوری که برخی فرش‌های دست بافت مود جزو نفیس‌ترین فرش‌های ایران است.
قالی‌های این منطقه از گذشته دور شهرت داشته‌است و قدمت آن به دوره قبل از صفویه می‌رسد. رنگ‌آمیزی قالی‌های مود هماهنگ، موزون و سرشار از زندگی است.
رونق و شکوفایی صنایع فرش دستباف در این منطقه به زمانی بر می‌گردد که شخصی معروف به مصباح السلطنه قبل از سال ۱۳۰۰ تا ۱۳۱۲ در شهر مود کارگاه قالی‌بافی با ۴۰ دار قالی، دایر کرده بود.
طرح‌هایی که اکنون بافته می‌شود عبارت است از ریز ماهی، خشتی و کله اسبی.

## آثار تاریخی
باغ و قلعه مود از آثار تاریخی و منحصر به فرد مود می‌باشد که قسمت‌های اصلی بنا در دوره زندیه ساخته شده‌است و عمارت دوم در دوران قاجار بنا گشته است.
از دیگر آثار تاریخی این شهر می‌توان به مسجد جامع شهر که به دستور و با هزینه الله‌قلی‌خان خزاعی و به دست میرزا حسن زابلی ساخته شده و نیز حمام قدیمی شهر که به فرمان الله‌قلی‌خان خزاعی ساخته شده‌است.